# 金俊泽
金俊泽（韓語：김준택，1937年1月—2022年12月26日），吉林人，朝鲜族，中国大陆铸件凝固进程数值模拟和材料电磁加工学的主要奠基人之一，大连理工大学教授、博士生导师，大连理工大学材料工程系主任、铸造工程研究中心主任，国务院政府特殊津贴专家，中国材料研究学会理事会理事，全国铸造专业教学指导委员会委员，辽宁省机械工程学会副理事长，辽宁省人大代表，中国铸造终身成就奖获得者。

## 生平
金俊泽1937年1月出生于吉林省永吉县。1961年，他从大连工学院（现大连理工大学）毕业后，一直留校从事教学和科研工作，先后担任教授、博士生导师、大连理工大学材料工程系主任、铸造工程研究中心主任等职务，以及中国材料研究学会理事会理事、全国铸造专业教学指导委员会委员、辽宁省机械工程学会副理事长、辽宁省人大代表等社会兼职:909。

## 学术贡献
金俊泽主要从事铸件凝固模型化及数值模拟和金属材料电磁加工方面的研究，是中国大陆这两个领域的主要奠基人之一，是最早将计算机技术引入传统铸造工艺的人。1980年，他在第一次全国铸造学会上发表了中国首篇铸件凝固进程数值模拟论文—《大型铸件凝固进程数值模拟》。1985年与首钢合作研究连铸钢坯凝固时，他发表了中国首篇连铸领域计算机模拟论文。他先后承担国家“六五”、“七五”、国家自然科学基金以及国家大型企业的重点攻关项目。他提出的铝合金电磁铸造技术被列为国家“八五计划”科技攻关项目，后被推广到钢铁和铜加工领域，比如京沪高铁新型高导高强接触线等。2019年10月，他被中国机械工程学会授予铸造界的最高荣誉—“中国铸造终身成就奖”。:909

## 奖项与荣誉
- 1986年：辽宁省科技进步一等奖[6]:27
- 1987年：国家教育委员会科技进步二等奖、机械电力部科技进步二等奖[6]:27
- 1990年：国家教育委员会科技进步一等奖、冶金部科技进步二等奖[6]:27
- 1990年：全国高等学校先进科技工作者
- 1991年：“七五计划”重大科技攻关成果奖、国家科技进步三等奖、机械电力部科技进步二等奖[6]:27
- 1991年：国务院政府特殊津贴[6]:27
- 2019年：中国铸造终身成就奖（中国机械工程学会）[1]